# 늑대의 유혹
《늑대의 유혹》은 귀여니가 2003년에 발간한 두 번째 연애 소설이다. 2004년에 김태균 감독에 의해 강동원, 조한선, 이청아 주연으로 영화화되었다. 2011년 뮤지컬화되었다.